# Bissetia leucomeralis
Bissetia leucomeralis là một loài bướm đêm trong họ Crambidae.